# Panteão Nacional da Venezuela
O Panteão Nacional da Venezuela (em castelhano:  Panteón Nacional de Venezuela) é um local de descanso final para heróis nacionais. O Panteão (em latim: Pantheon, do Panteão grego, que significa "Templo de todos os Deuses") foi criado na década de 1870 no local de uma igreja arruinada, no extremo norte da antiga cidade de Caracas, Venezuela.
A nave central é dedicada ao Simón Bolívar; a abóbada do Panteão Nacional é coberto com pinturas da década de 1930, retratando cenas da vida de Bolívar, e um enorme lustre de cristal foi instalado em 1883 no centenário de seu nascimento. O Panteão foi reaberto em 2013, depois de um longo processo de expansão e restauração de três anos.

## Galeria

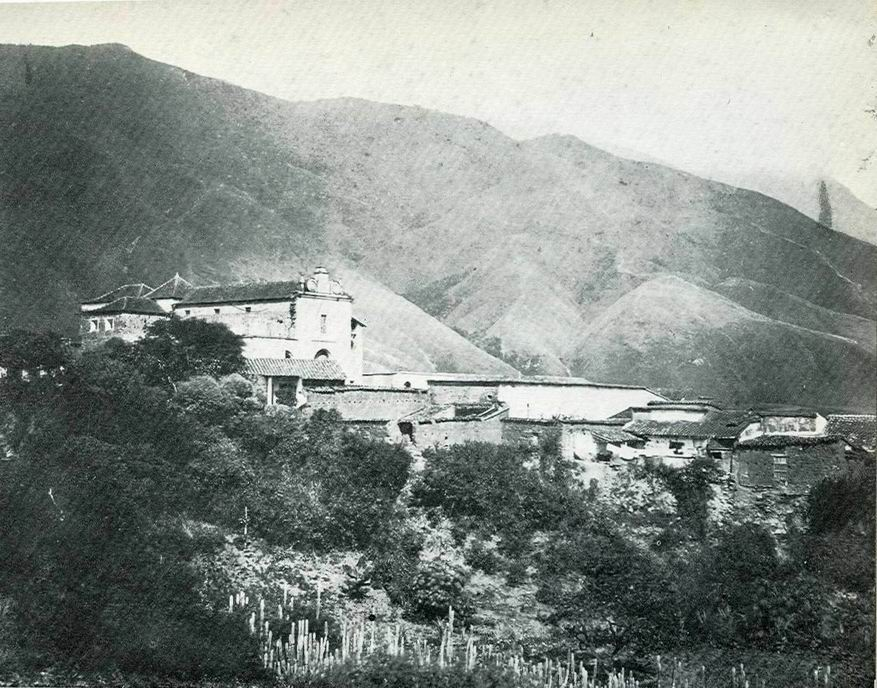
Igreja da Santísima Trinidad, 1874
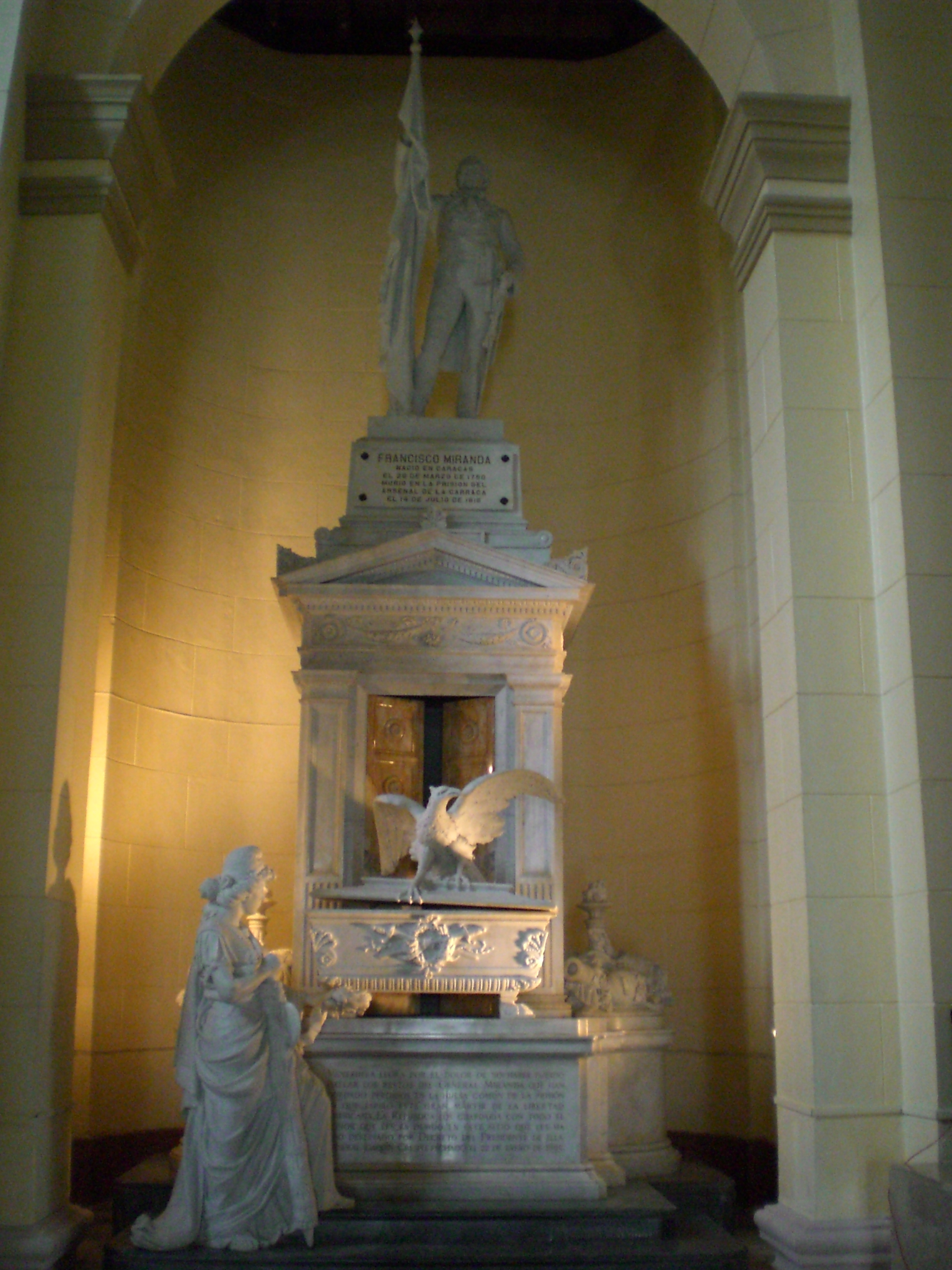
Cenotáfio de Francisco de Miranda
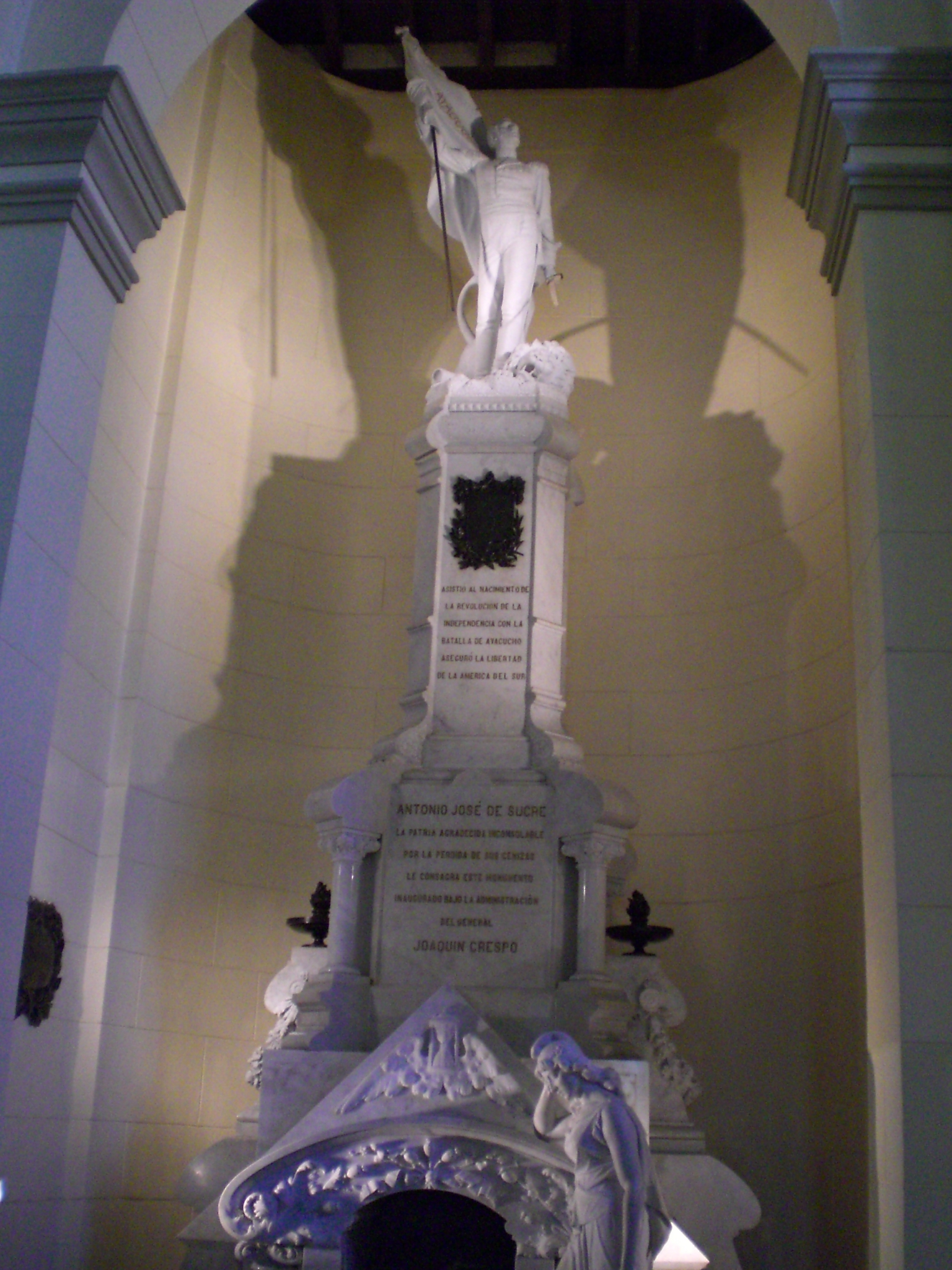
Cenotágio de Antonio José de Sucre
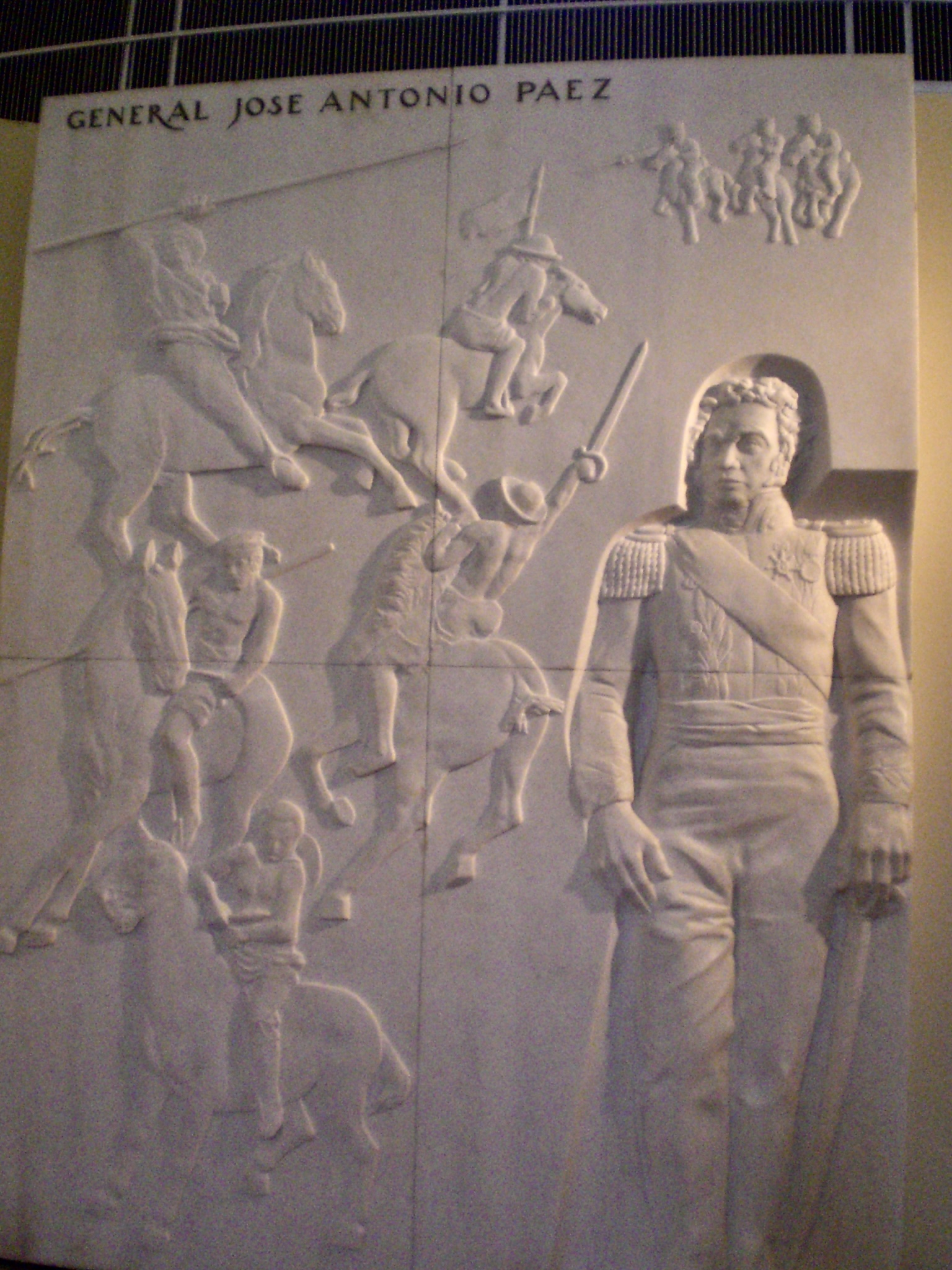
Monumento a José Antonio Páez
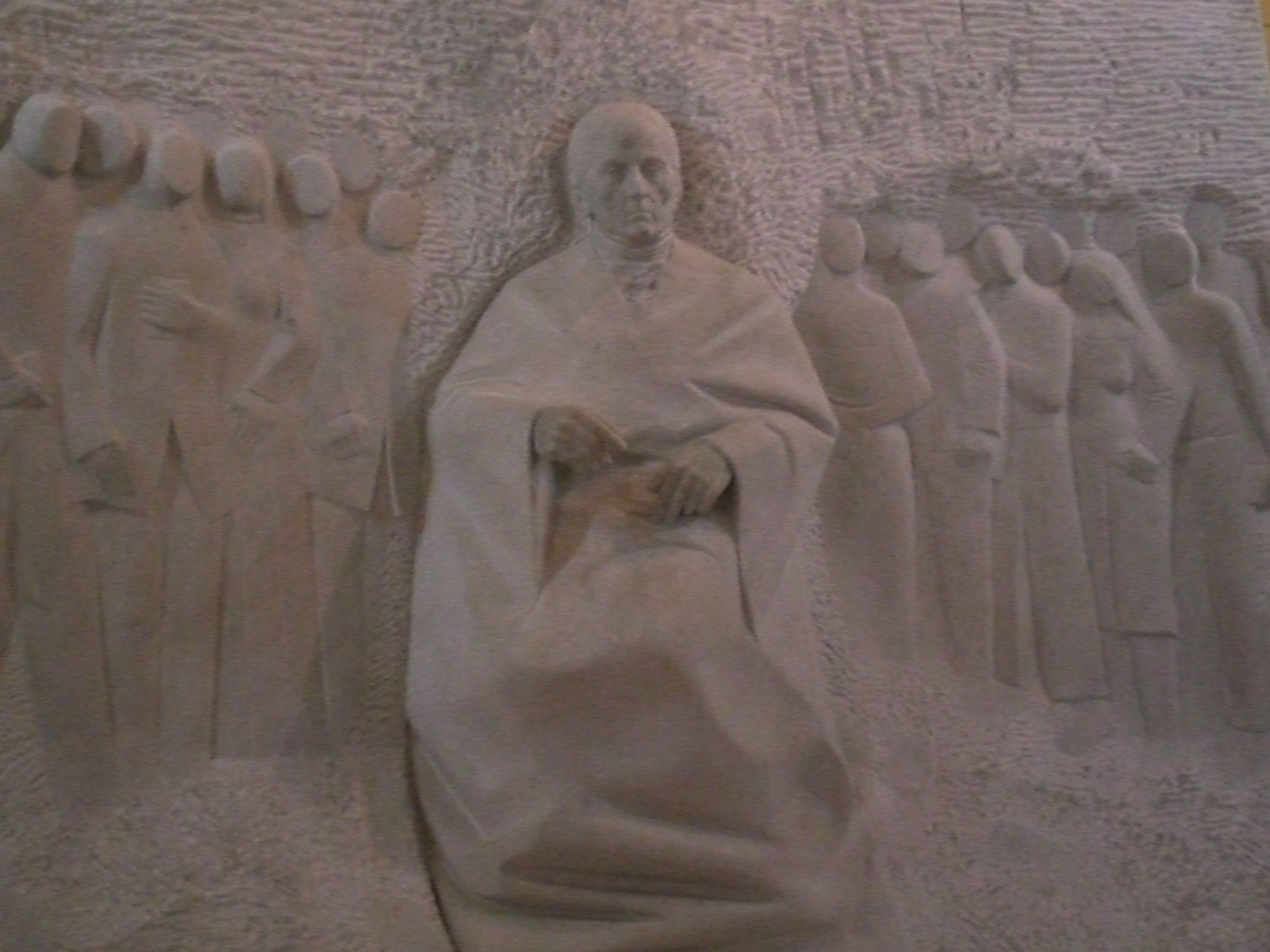
Cenotáfio de Andrés Bello
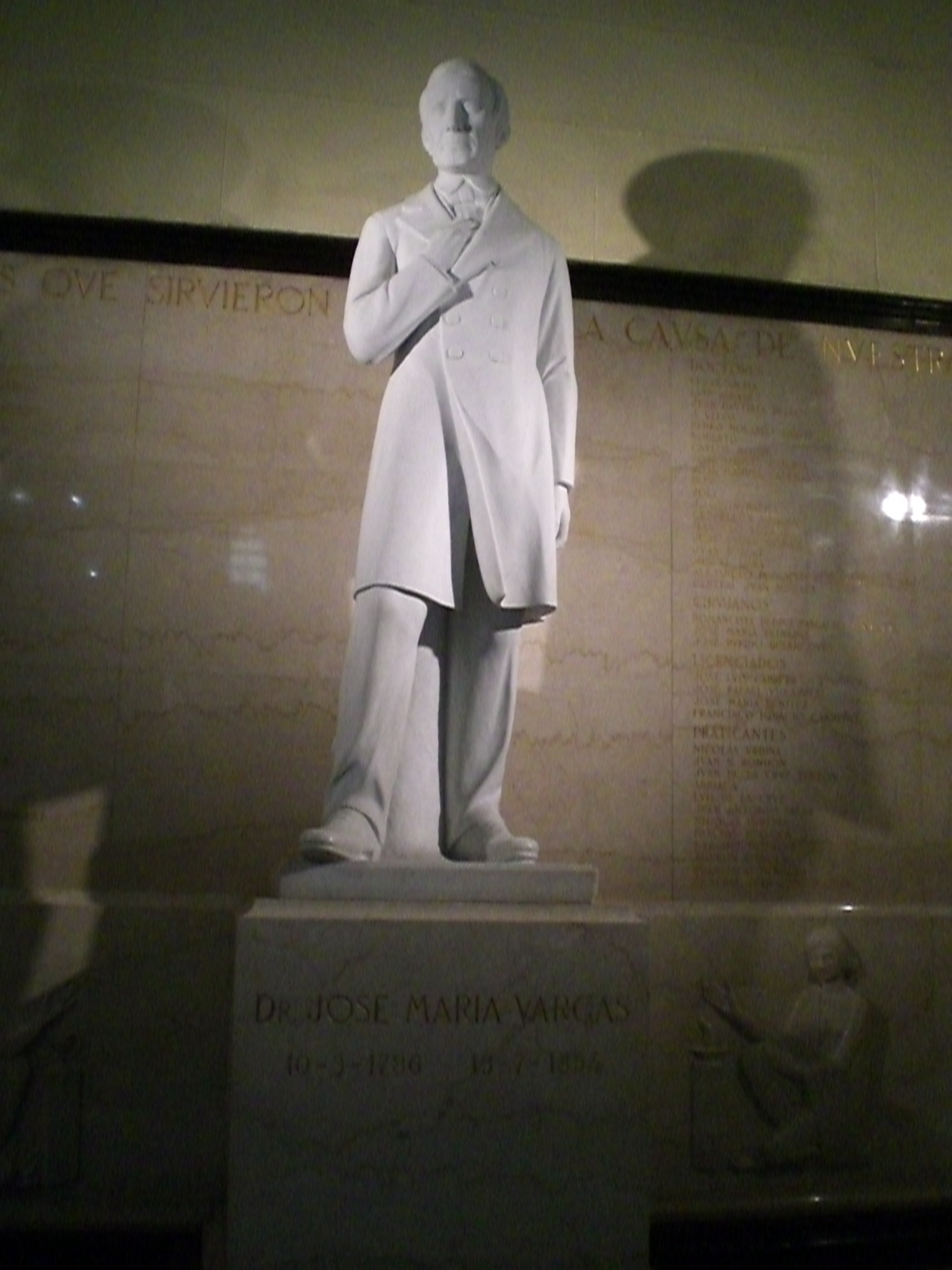
Monumento a José María Vargas
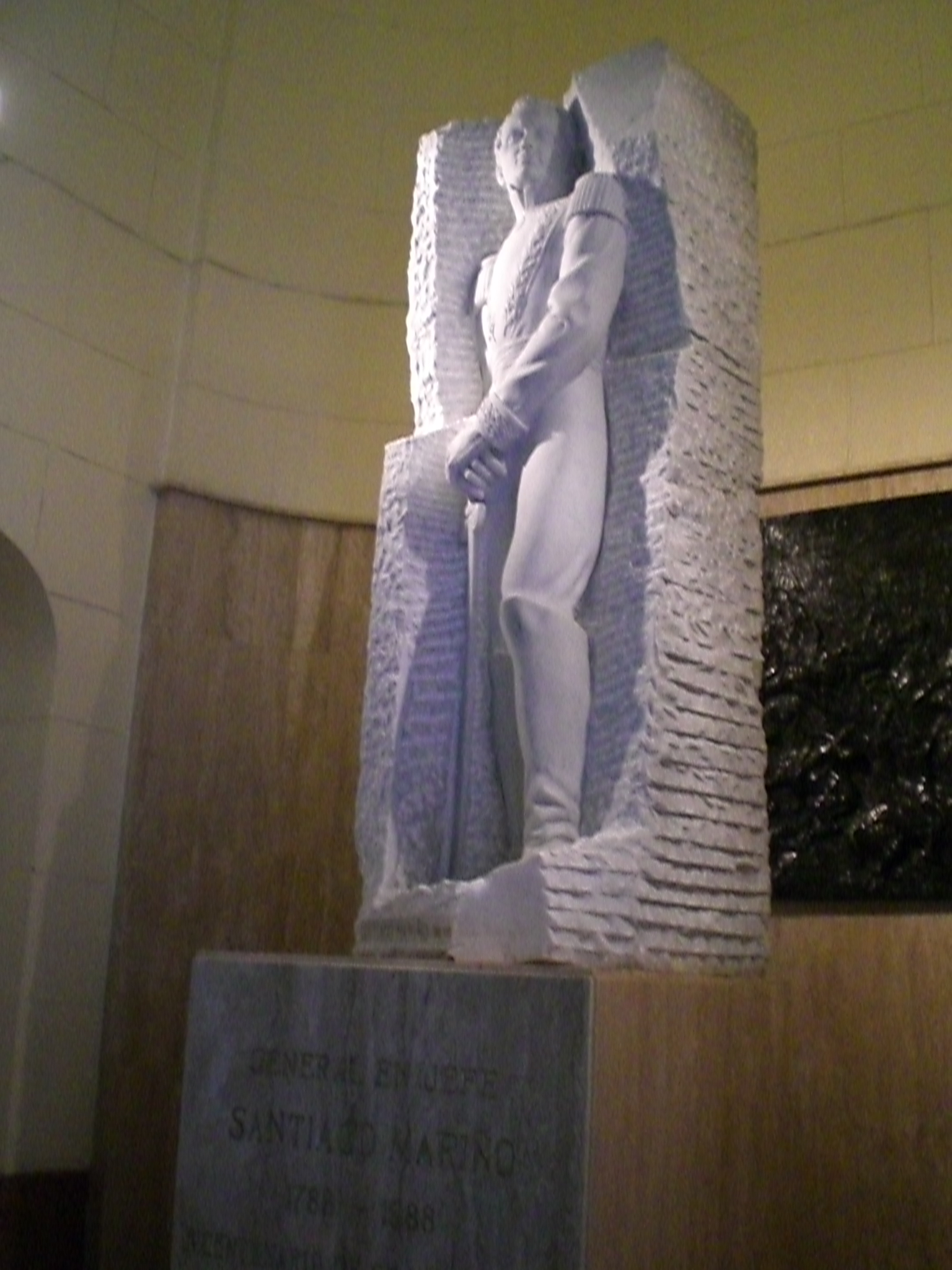
Monumento a Santiago Mariño
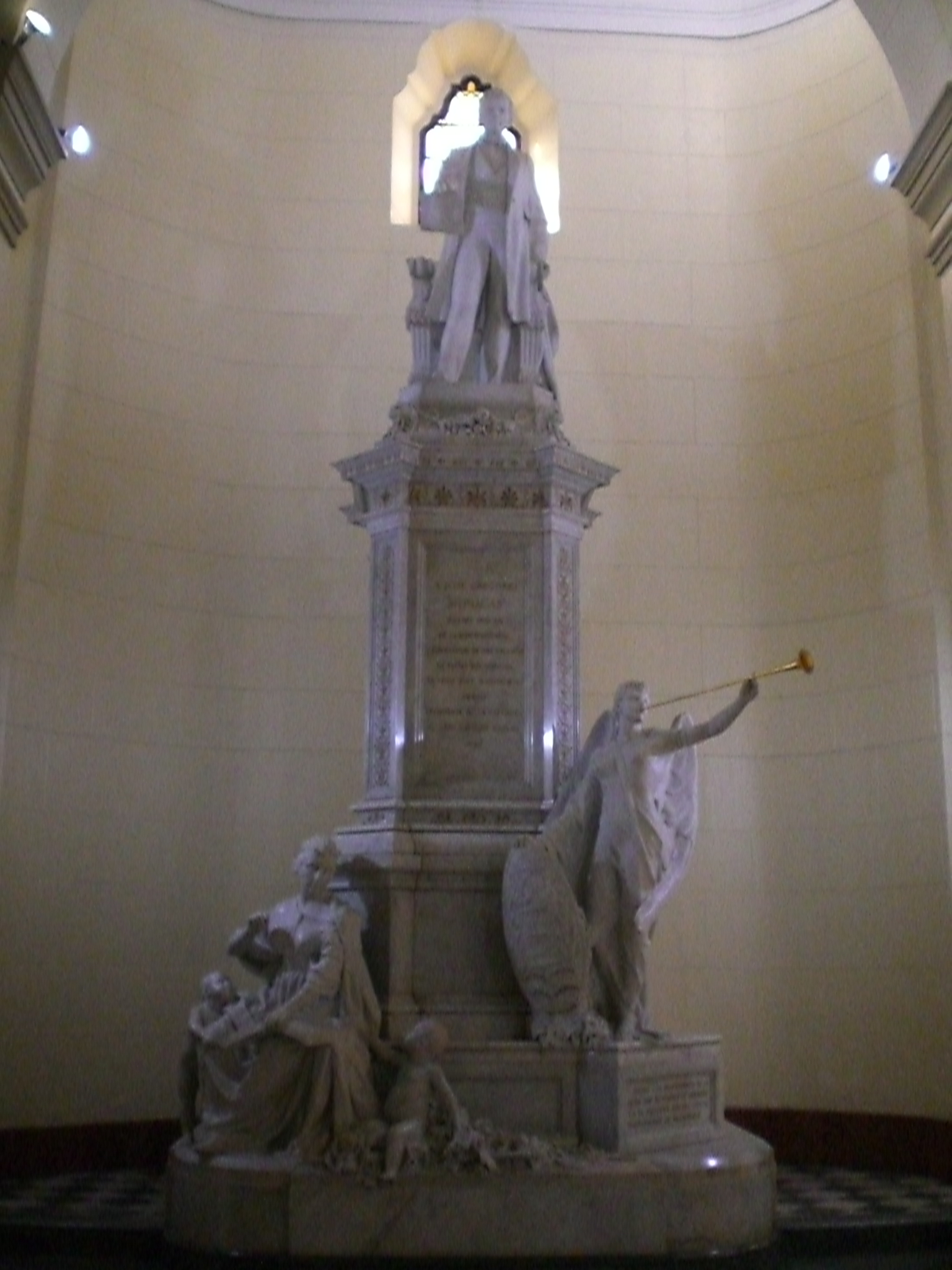
Monumento a José Gregorio Monagas
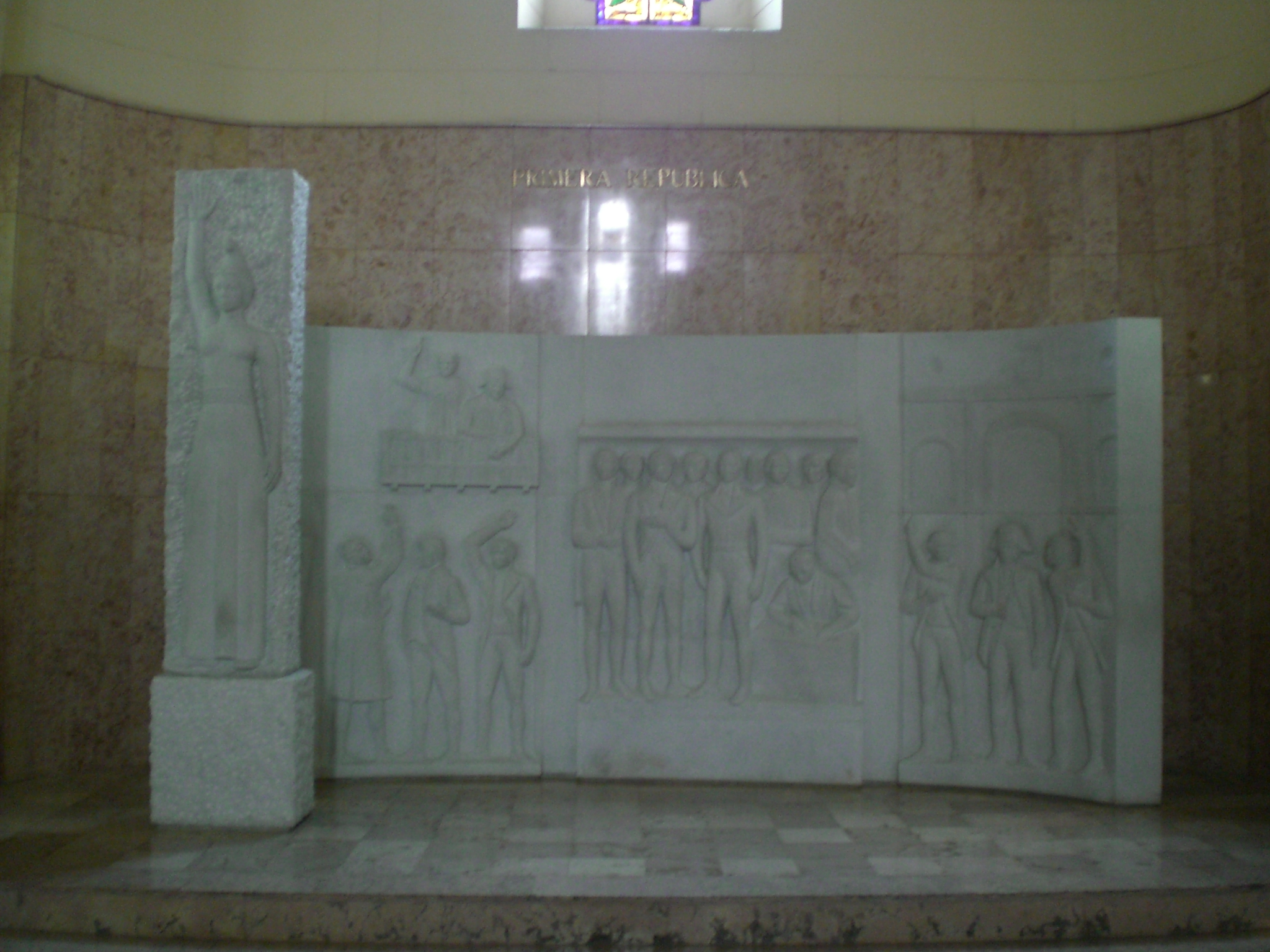
Primeiro Monumento da República
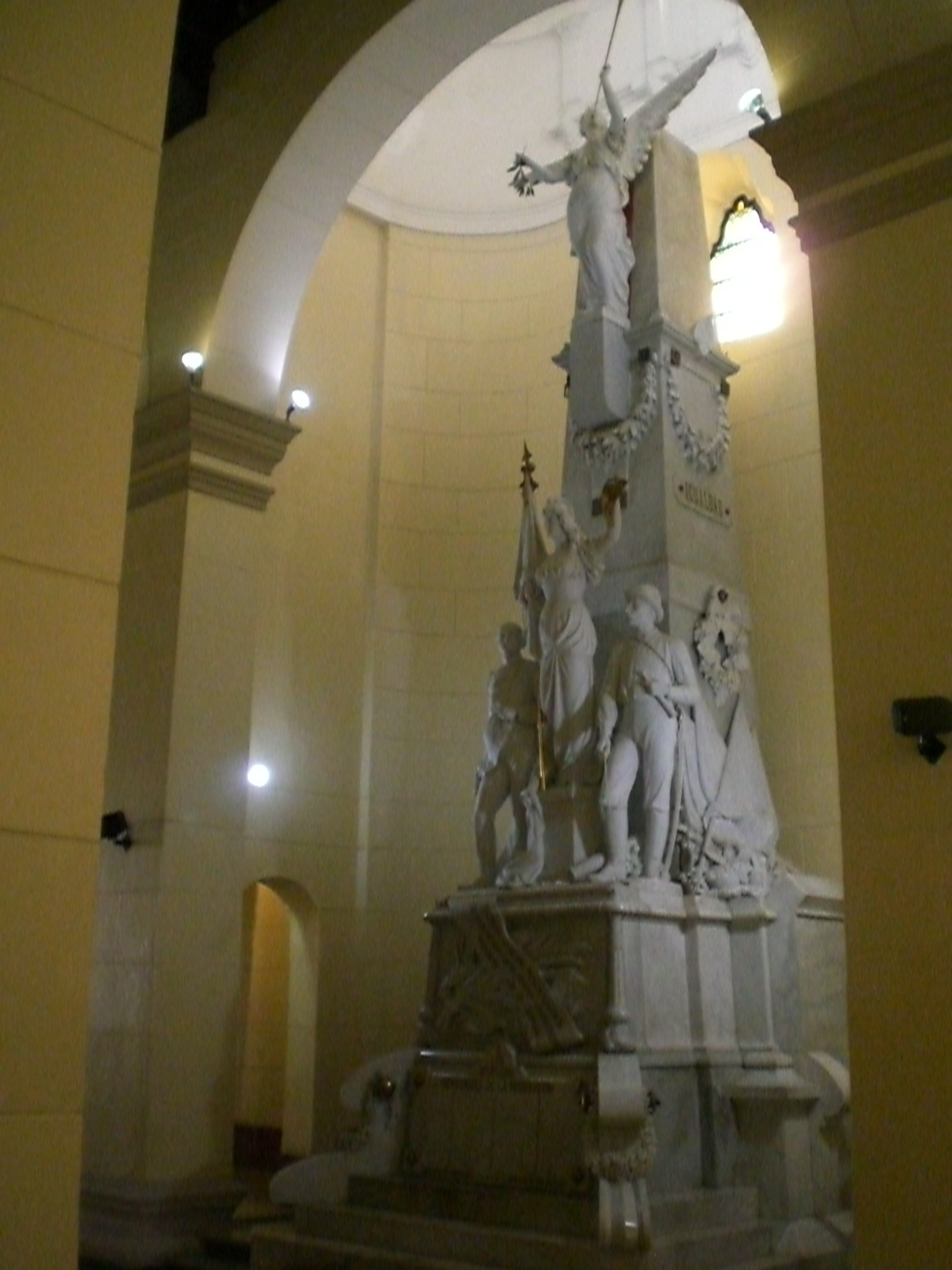
Monumento da Federação

## Lista de pessoas que estão sepultadas no Panteão
- Cecilio Acosta. Escritor, jornalista e humorista. (5 de julho de 1937).
- José Ángel de Álamo. Médico e líder do movimento de independência. (9 de maio de 1876).
- Francisco de Paula Alcántara. General da Guerra de Independência (6 de junho de 1876).
- Demetrio Alfaro. Oficial da Guerra de Independência. (28 de maio de 1876).
- Lisandro Alvarado. Médico. (14 de maio de 1980).
- Raimundo Andueza. Advogado, soldado e político, pai do presidente Raimundo Andueza Palacio.  (2 de setembro de 1881).
- Francisco Aranda. Político. (18 de maio de 1898).
- Juan Bautista Arismendi. Oficial da Guerra de Independência. (29 de janeiro de 1877).
- Jesús María Aristeguieta. Oficial militar e político da Guerra de Independência. (18 de março de 1890).
- Carlos Arvelo. Médico e político. (16 de dezembro de 1942).
- Rafael Arvelo. Jornalista. (12 de julho de 1877).
- Francisco de Paula Avendaño. Oficial da Guerra de Independência. (16 de março de 1966).
- Rafael María Baralt. Escritor e historiador; embaixador na Espanha. (23 de novembro de 1982).